# Luca Antonelli
Luca Antonelli (* 11. Februar 1987 in Monza) ist ein ehemaliger italienischer Fußballspieler.

## Karriere

### Verein
Luca Antonelli lernte das Fußballspielen in der Jugend der AC Mailand. Im Sommer 2006 wechselte er aus der Jugend in die 1. Mannschaft und absolvierte insgesamt drei Pflichtspiele in seiner ersten Saison für die AC Mailand, sein erstes Ligaspiel in der Serie A am 23. Dezember 2006 gegen Udinese Calcio, sowie zwei weitere im Achtelfinale der Coppa Italia gegen Brescia Calcio. Durch den 2:1-Sieg im Finale gegen den FC Liverpool gewann Antonelli mit Milan im Mai 2007 die UEFA Champions League.
Für die darauffolgende Spielzeit 2007/08 wurde er für die komplette Saison zur AS Bari in die Serie B verliehen. Antonelli bestritt 17 Partien für Bari, in denen ihm sein erstes Ligator gelang.
Ende Januar 2008 wurde er an den FC Parma verliehen. Der Verein sicherte sich zudem eine Kaufoption. Der Verteidiger lief bis zum Saisonende in acht Spielen für Parma auf. Der FC Parma erwarb zunächst die Hälfte der Transferrechte, fest verpflichtet wurde der Abwehrspieler im Sommer 2009, nachdem der Aufstieg in die Serie A erreicht wurde. Im Verlauf der Saison 2009/10 gelang dem Abwehrspieler unter Trainer Francesco Guidolin der Sprung in die Stammelf.
Im Januar 2011 wechselte Antonelli nach Genua zum CFC Genua. Bei seinem neuen Verein war er auf Anhieb ein wichtiger Stammspieler und absolvierte in vier Jahren insgesamt 109 Pflichtspiele.
Am 2. Februar 2015 kehrte Antonelli zur AC Mailand zurück und unterschrieb einen Vertrag bis zum 30. Juni 2018. Zurück bei seinem Jugendverein war Antonelli als linker Außenverteidiger in der Startelf gesetzt und konnte mit den Mailändern im Dezember 2016 den italienischen Superpokal gegen Juventus Turin gewinnen. Nach mehreren Verletzungen in der Spielzeit 2016/17 verlor er seinen Startplatz an den Neuzugang Ricardo Rodríguez der im Sommer 2017 nach Mailand wechselte.
Im August 2018 wechselte Luca Antonelli ablösefrei zum Aufsteiger FC Empoli. Sein Vertrag wurde am 5. Oktober 2020 aufgelöst.
Zwei Jahre später wechselte Antonelli in die USL Championship zum Miami FC. Am 10. November 2022 beendete er seine aktive Karriere.

### Nationalmannschaft
Antonelli war in den italienischen Auswahlmannschaften der U19 und U20 aktiv, für die er jeweils eine Partie absolvierte. Bei seinem Einsatz am 14. November 2007 in der U-20-Auswahl erzielte er gegen die Schweiz einen Treffer, Italien gewann die Partie mit 3:0.
Am 3. September 2010 gab Antonelli unter Cesare Prandelli sein Debüt in der Squadra Azzurra, als er beim 2:1-Sieg der Italiener in Estland im Rahmen der Qualifikation für die Europameisterschaft 2012 in der 80. Minute für Antonio Cassano eingewechselt wurde. Nach einem weiteren Einsatz im September 2010 folgte eine Pause über drei Jahre, ehe Antonelli erneut eingesetzt wurde. Von 2013 bis 2016 gehörte er regelmäßig zum Kader und kam in elf weiteren Partien zum Einsatz. Sein letztes Länderspiel bestritt er im September 2016. Im November 2016 wurde Antonelli, ohne eingesetzt zu werden, nochmals nominiert.

## Erfolge
AC Mailand
- UEFA Champions League: 2006/07
- Italienischer Superpokal: 2016/17

FC Parma
- Aufstieg in die Serie A: 2008/09